# پاول کادوچنیکوف
پاول کادوچنیکوف (روسی: Павел Петрович Кадочников؛ ۲۹ ژوئیهٔ ۱۹۱۵ – ۲ مهٔ ۱۹۸۸) بازیگر، کارگردان فیلم، فیلم‌نامه‌نویس و کارگردان نمایش اهل کشور اتحاد جماهیر شوروی سوسیالیستی بود. او بین سال‌های ۱۹۳۵ تا ۱۹۸۷ میلادی فعالیت می‌کرد.
از فیلم‌هایی که وی در آن نقش داشته‌است می‌توان به سیبریایی، خانواده بزرگ، ابلوموف و ایوان مخوف اشاره کرد.

## جوایز:
وی همچنین برندهٔ جوایزی همچون هنرمند مردمی جمهوری شوروی فدراتیو سوسیالیستی روسیه، نشان پرچم سرخ کار، نشان لنین، قهرمان کار سوسیالیست و جایزه هنرمند مردمی اتحاد جماهیر شوروی شده است.